# Rap God
"Rap God" é uma canção do rapper norte-americano Eminem, gravada para o seu oitavo álbum de estúdio The Marshall Mathers LP 2. A música foi lançada a 15 de outubro de 2013 em formato digital na iTunes Store, através das editoras Shady Records, Aftermath Entertainment e Interscope para servir como terceiro single do álbum.
Em 2014, a música entrou para o famoso Guiness Book por ser O Hit Com Mais Palavras.

## Composição
A canção faz referência ao massacre da Escola de Columbine; O verso havia sido censurado em sua canção anterior quando lançada e está incluído em "Rap God" para testar a reação do público. Eminem faz referência também ao escândalo Clinton-Lewinsky para demonstrar sua ascensão na indústria do rap.
Referências adicionais incluem um conflito entre Fabolous e Ray J, Heavy D & the Boyz, planking, a série The Walking Dead, Tupac Shakur, Run-DMC, Rakim, N.W.A, Eazy-E, Dr. Dre, DJ Yella, Ice Cube, MC Ren e Busta Rhymes. No trecho que começa em 4:26, Eminem fala 97 palavras em 15 segundos — uma média de 6,5 palavras por segundo — que ele descreve como "velocidade supersônica".
A produção da canção foi administrada pelo produtor norte-americano de hip hop Bigram Zayas, profissionalmente conhecido como Develop ou DVLP; ele produziu canções para rappers como the Diplomats, Rick Ross e mais notavelmente Lil Wayne. A canção foi co-produzida com Matthew "Filthy" Delgiorno. A gravação da música aconteceu no Effigy Studios em Michigan, com os irmãos Mike e Joe Strange trabalhando com Eminem na mixagem. Joe Strange também contribuiu com programação adicionais. Em 14 de outubro de 2013, DVLP tweetou que a batida tinha dois anos, feita em novembro de 2011, e que Eminem gravou a música em 2012. A música entrou na edição de 2015 do Guinness Book of World Records por ser o single com mais palavras, totalizando 1 560 palavras em 6 minutos, 3 segundos.

## Videoclipe
Em 21 de novembro de 2013, Eminem divulgou o trailer do videoclipe, dirigido por Rich Lee, e anunciou que seria lançado em 27 de novembro de 2013. Em 27 de novembro de 2013, conforme programado, o videoclipe foi lançado no Vevo às 12h00 horário do leste dos EUA. Eminem parodiou Max Headroom no videoclipe. Também há referências a The Matrix, The Walking Dead, Hellraiser e os videogames Pong, Portal e Super Mario Bros. O vídeo recebeu três indicações no MTV Video Music Awards 2014 nas categorias "Melhor Direção de Arte", "Melhor Edição" e "Melhores Efeitos Visuais". Em 15 de fevereiro de 2020, o vídeo atingiu um bilhão de visualizações, tornando-se seu terceiro vídeo a atingir esse marco. O vídeo oficial também recebeu mais de 14 milhões de curtidas, tornando-se o 25º vídeo mais curtido da plataforma.

## Recepção

### Crítica
"Rap God" foi recebido com aclamação por críticos de música. Os críticos elogiaram o conteúdo lírico da música e a velocidade do rap de Eminem. Per Lijas da Time deu à música uma crítica positiva, afirmando que "o mundo pode esperar uma gravação imortal". Jim Farber do Daily News comparou a canção com The Marshall Mathers LP, afirmando que a canção "revive o humor doentio daquela época, que vem como um alívio depois de todas as internalizações e ruminações do trabalho mais recente de Eminem". Kory Grow da Rolling Stone também deu uma crítica positiva, elogiando que ao invés de "dar seu refrão para uma cantora de R&B como Rihanna ou Liz Rodrigues", "em vez disso, ele entrega um refrão direto sobre como se sentir uma divindade do rap. Seus versos lembram a história do hip-hop… tanto quanto sua própria história". Nick Hill da Contact Music elogiou a rima. Ele exclamou que o trecho que começa em 4:20 mostra melhor as habilidades de rap de Eminem.
Por outro lado, Consequence of Sound afirmou que, embora o fluxo dos versos seja impressionante, o lirismo "é vítima de referências datadas [...] e a técnica cansada de usar nomes de outros rappers para completar rimas." Eles também observaram que, no geral, na canção "[falta] o apelo comercial" de "Berzerk".
Complex classificou a canção em 14º lugar em sua lista das 50 melhores canções de 2013. Eles comentaram: "Oh meu Deus, esse cara toca melhor do que qualquer pessoa no planeta. Eminem tem adicionado capítulos a esse livro há mais de uma década, então é fácil sentar-se com os braços cruzados e não parecer impressionado." Rolling Stone posicionou a canção no número 15 em sua lista das 100 melhores músicas de 2013. Eles afirmaram: "Eminem lança uma canção de seis minutos para seu hip-hop imortal, e é muito convincente. [...] Para pirotecnia pura mistura de palavras e cordas de sílabas, ninguém pode tocá-lo." A revista Complex disse: "Dentro da cascata verbal aparentemente sem fim, toca em quase tudo que ele poderia, deveria ou faria: suas origens, as críticas de suas letras, o poder que suas palavras tiveram para tantos e referências à cultura pop. Tudo é feito com técnica impecável. Em outras palavras, o trecho captura exatamente porque o homem se tornou um Deus do Rap."

### Comercial
A canção estreou no quinto lugar na UK Singles Chart e no número um na UK R&B Chart, apesar de seu lançamento tardio. Substituiu "Berzerk", seu primeiro single do álbum naquela posição. Nos Estados Unidos, estreou na sétima posição na Billboard Hot 100 e número dois na parada Hot R&B/Hip-Hop Songs.  Com o componente R&B removido, ele estreou como número um na parada Rap Songs. Ele também estreou como número um na parada Digital Songs, com mais de 270 000 downloads. "Rap God" foi a sétima canção de Eminem que estreou entre os 10 primeiros na Billboard Hot 100, ultrapassando Lil Wayne (seis). Desde o seu lançamento, a canção foi certificada 3x Platina pela RIAA e vendeu 1 896 000 cópias nos Estados Unidos até setembro de 2017.

## Controvérsia
A letra de "Rap God" foi criticada como homofóbica, devido a letras como "garotinho de aparência gay/tão gay que mal posso dizer isso com um garoto de aparência heterossexual". Em uma entrevista a Rolling Stone, Eminem defendeu seu uso de "aparência gay", dizendo que "nunca realmente equiparou essas palavras ao significado 'homossexual'."
Em janeiro de 2015, o TMZ relatou que o trio de Chicago Hotstylz estava processando Eminem e a Shady Records no valor de US$ 8 milhões, por usar um trecho de 25 segundos da canção "Lookin' Boy" sem permissão. Em fevereiro de 2016, a ação judicial foi indeferida pelo juiz após um acordo feito pelas partes.

## Faixas e formatos
| Descarga digital |           |         |  |
| N.º              | Título    | Duração |  |
| 1.               | "Rap God" | 8:03    |  |

## Desempenho nas tabelas musicais

### Posições
| Tabela musical (2013)               | Melhor posição |
| ----------------------------------- | -------------- |
| Austrália — ARIA Singles Chart      | 15             |
| Áustria — Ö3 Austria Top 40         | 45             |
| Canadá — Canadian Hot 100           | 5              |
| EUA — Billboard Hot 100             | 7              |
| EUA — Billboard R&B/Hip-Hop Songs   | 2              |
| EUA — Billboard Rap Songs           | 1              |
| Irlanda — IRMA                      | 16             |
| Nova Zelândia — NZ Top 40 Singles   | 4              |
| Países Baixos — Mega Single Top 100 | 53             |
| Reino Unido — UK Singles Chart      | 5              |
| Reino Unido — UK R&B Singles Chart  | 1              |

### Certificações
| País   | Provedor | Certificação |
| ------ | -------- | ------------ |
| Canadá | MC       | Ouro         |

## Histórico de lançamento
| País           | Data                  | Formato          | Editora discográfica |
| -------------- | --------------------- | ---------------- | -------------------- |
| Austrália      | 15 de Outubro de 2013 | Descarga digital | Aftermath            |
| Brasil         | 15 de Outubro de 2013 | Descarga digital | Aftermath            |
| Espanha        | 15 de Outubro de 2013 | Descarga digital | Aftermath            |
| Estados Unidos | 15 de Outubro de 2013 | Descarga digital | Aftermath            |
| França         | 15 de Outubro de 2013 | Descarga digital | Aftermath            |
| Nova Zelândia  | 15 de Outubro de 2013 | Descarga digital | Aftermath            |
| Portugal       | 15 de Outubro de 2013 | Descarga digital | Aftermath            |
| Reino Unido    | 15 de Outubro de 2013 | Descarga digital | Aftermath            |